# أوكسيدنتال بتروليوم

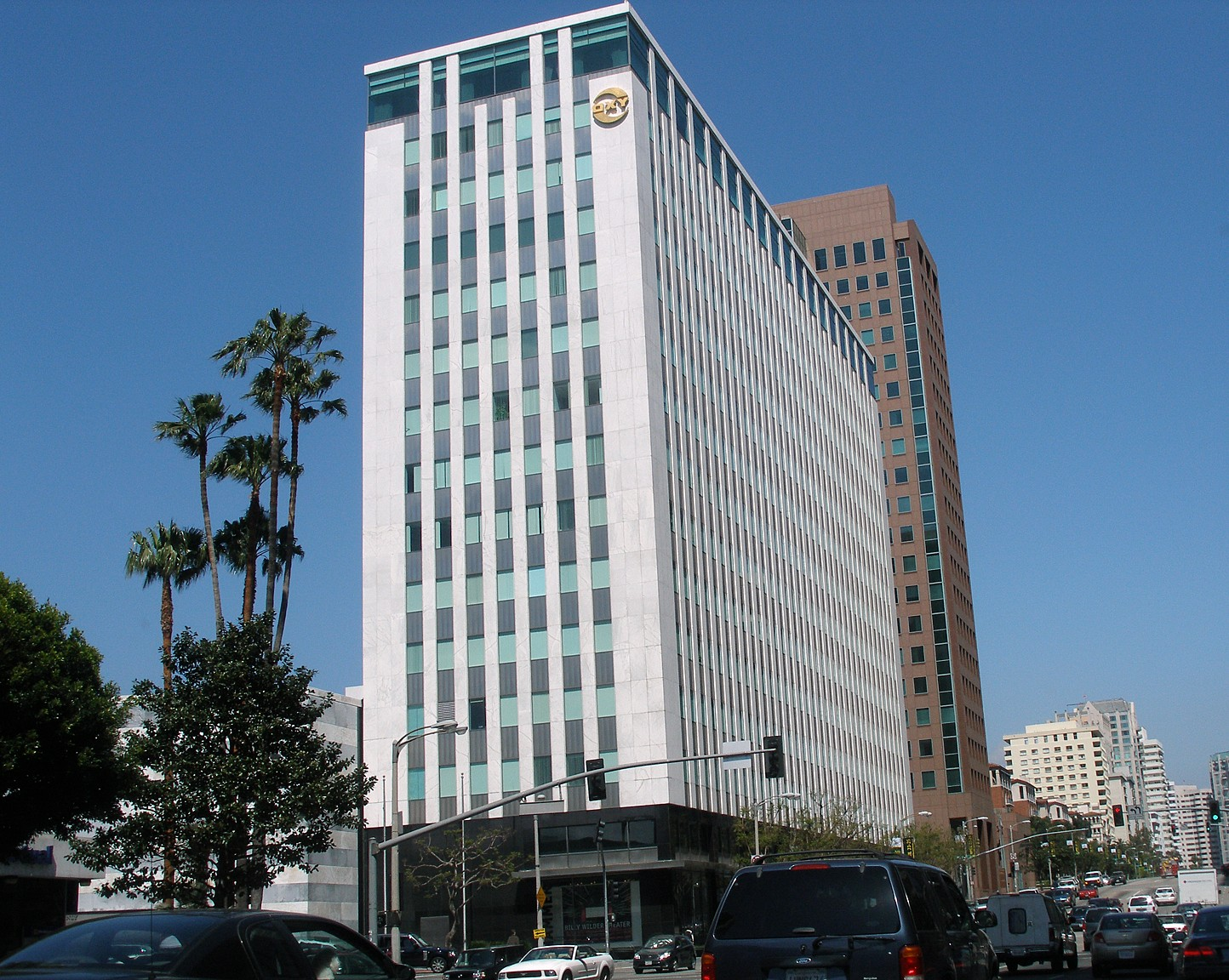
مقر شركة أوكسيدنتال بتروليوم في ويستوود، لوس أنجلوس، كاليفورنيا

شركة أوكسيدنتال بتروليوم أو اوكسيدنتال (أوكسي) (بالإنجليزية: Occidental Petroleum)‏ ومقرها كاليفورنيا، هي شركة أمريكية تعمل في مجال التنقيب عن النفط والغاز وإنتاجهما في الولايات المتحدة والشرق الأوسط وشمال أفريقيا وأمريكا الجنوبية. يقع مقرها في منطقة ويستوود، لوس أنجلوس.
تعدّ شركة أوكسي أكبر منتج للنفط في ولاية تكساس، أما في كاليفورنيا فهي أكبر منتج للغاز. كما تقوم الشركة ببعض العمليات في كانساس ونورث داكوتا ويوتا وأوكلاهوما وولاية كولورادو ونيو مكسيكو. بدء باستخدام لقب الشركة "OXY" عام 1964، وهو رمز الشركة المستخدم في مؤشر الأسهم في بورصة نيويورك. أوكسي هي رابع أكبر شركة نفط وغاز في الولايات المتحدة، حسب تقييم القيمة السوقية لعام 2011. ففي أواخر عام 2011 بلغ عدد موظفي الشركة 40000 موظف ومقاول في جميع أنحاء العالم.
تعرضت شركة أوكسي للانتقاد الشديد لدورها في عمليات التنقيب عن النفط والغاز.
تشمل الشركات التابعة لأوكسي شركات مصنعة للكيماويات، منها شركة أوكسيدنتال للكيماويات، وأوكسي فينيل.

## تاريخ الشركة
- 1920: تأسست شركة أوكسيدنتال بتروليوم في كاليفورنيا.
- 1957: تم انتخاب أرماند هامر رئيسًا ومديرًا تنفيذيًا للشركة بعد أن استحوذ على حصة مسيطرة في الشركة لأسباب ضريبية.
- 1961: اكتشفت الشركة حقل لاثروب للغاز في لاثروب بكاليفورنيا.[8]
- الستينيات: توسعت الشركة دوليًا مع عمليات في بيرو وفنزويلا وبوليفيا وترينيداد والمملكة المتحدة.
- 1965: فازت أوكسيدنتال بحقوق التنقيب في ليبيا[8] وعملت هناك حتى توقفت جميع الأنشطة في عام 1986 بعد أن فرضت الولايات المتحدة عقوبات اقتصادية على ليبيا.[9]
- 1968: دخلت الشركة مجال الكيماويات من خلال الاستحواذ على شركة هوكر للكيماويات، بعد 26 عامًا من التلوث في لوف كانال.[10]
- 1971: حصلت شركة أوكسيدنتال على إذن لتطوير مصفاة نفط في جزيرة كانفي في إسيكس بإنجلترا. بدأت الشركة في البناء لكنها توقفت في عام 1975 نتيجة أزمة الطاقة في السبعينيات. ظل الموقع مهجوراً ثم تم بعد ذلك هدم الدبابات والمدخنة. فقط بعض الأساسات الخرسانية ورصيف النهر لا تزال موجودة.[11]
- 1972: كانت الشركة من أوائل الشركات التي بحثت في تطوير الصخر الزيتي.[12]
- 1981: استحوذت الشركة على شركة تايسون لللحوم الطازجة (IBP Inc)، أحد أكبر منتجي منتجات لحوم البقر والخنازير في الولايات المتحدة.[13][14]
- 1983: اكتشفت الشركة وإيكوبترول شركة النفط الكولومبية المملوكة للدولة، حقل نفط كانيو ليمون العملاق.[15]
- 1986: توقفت الشركة عن العمل في ليبيا بسبب العقوبات الاقتصادية التي فرضتها الولايات المتحدة على ذلك البلد.
- أبريل 1988: استحوذت شركة أوكسيدنتال على شركة كاين كيميكال مقابل 2 مليار دولار.[16][17]
- 6 يوليو 1988: أدى انفجار وما تلاه من جحيم على منصة Piper Alpha التابعة للشركة في بحر الشمال الإسكتلندي إلى مقتل 167 شخصًا فيما لا يزال أكثر الكوارث البحرية فتكًا في العالم.[18]
- سبتمبر 1988: شكلت الشركة مشروعًا مشتركًا مع الكنيسة ودوايت (Church & Dwight)، التي تصنع منتجات الذراع والمطرقة (Arm & Hammer) لمصنع كربونات البوتاسيوم في مسل شولز في ألاباما.[19]
- 1990: توفي أرماند هامر وأصبح راي إيراني رئيس مجلس الإدارة والرئيس التنفيذي للشركة.[20][21]
- 1991: باعت الشركة حصتها في IBP Inc.[13]
- 1993: باعت أوكسيدنتال عمليات الفحم المتبقية.[22]
- فبراير 1996: أعلنت الشركة عن تسريح 450 شخصًا في قسم الكيماويات.[23]
- يوليو 1996: باعت الشركة حصتها في 3 حقول نفطية في الكونغو إلى الحكومة الكونغولية مقابل 215 مليون دولار.[24]
- 1997: دفعت أوكسيدنتال 3.65 مليار دولار للاستحواذ على حقل إلك هيلز للنفط.[25]
- 2005: فازت الشركة وشريكها ليوا بثمانية مواقع استكشاف من أصل 15 في مزاد إبسا 4 (EPSA-4)، مما جعل الشركتين من أوائل الشركات التي دخلت السوق الليبي منذ أن رفعت الولايات المتحدة الحظر المفروض على ليبيا.[26]
- أكتوبر 2005: استحوذت الشركة على خمر البترول (Vintage Petroleum) مقابل 3.8 مليار دولار.[27][28]
- 2006: استولت حكومة الإكوادور على حصة الشركة في المربع 15 من غابات الأمازون المطيرة، مما أجبر الشركة على تحمل 306 مليون دولار بعد خصم الضرائب.[29][30] وفي عام 2016 وافقت الإكوادور على دفع 980 مليون دولار كتعويض للشركة، وذلك انخفاضًا من المنحة الأصلية البالغة 1.77 مليار دولار. واستندت الاتفاقية إلى قرار تحكيم صدر عام 2012 من المركز الدولي لتسوية منازعات الاستثمار.[31]
- 2007: خضعت سياسات تعويضات أوكسيدنتال للتدقيق بعد الإعلان عن تلقي إراني تعويضات بقيمة 460 مليون دولار في عام 2006.[32]
- 2008: استحوذت الشركة على 10٪ من شركة سهول جميع خطوط الأنابيب الأمريكية (Plains All American Pipeline).[33] كما استحوذت الشركة على أصول من شركة بلاينز للاستكشاف والإنتاج مقابل 1.3 مليار دولار.[34]
- فبراير 2009: أغلقت الشركة مصنع لويزفيل أوكسي فينيل لإنتاج كلوريد البوليفينيل.[35]
- أكتوبر 2009: استحوذت الشركة على شركة فيبرو لتجارة الطاقة المثير للجدل في سيتي غروب، بقيمة أصولها الصافية التي تبلغ حوالي 250 مليون دولار.[36][37] وقد كان يدير الوحدة أندرو جيه هول الذي تلقى تعويضًا يقارب 100 مليون دولار سنويًا في عامي 2007 و2008. وبعد الاستحواذ أعلن القسم عن خسائره الأولى منذ التسعينيات.[38] في عام 2016 تم جرح فيبرو وبيعها.[39]
- ديسمبر 2010: استحوذت شركة أوكسيدنتال على ممتلكات النفط الصخري في حوض ويليستون في نورث داكوتا مقابل 1.4 مليار دولار.[40] وتم بيع هذه الأصول بالإضافة إلى الأصول الأخرى التي حصلت عليها أوكسي في حوض ويليستون في عام 2015 مقابل 600 مليون دولار.[41]
- ديسمبر 2010: باعت الشركة احتياطياتها المؤكدة والمحتملة 393 مليون برميل من المكافئ النفطي (2.40 × 109 جيجا جول) في الأرجنتين إلى سينوبك، وهي شركة تابعة لشركة البتروكيماويات الصينية. كما استحوذت على عقارات في جنوب تكساس وداكوتا الشمالية مقابل 3.2 مليار دولار.[42][43]
- يناير 2011: دخلت أوكسيدنتال في شراكة مع شركة النفط الحكومية في أبوظبي في تطوير حقل شاه أحد أكبر حقول الغاز الطبيعي في الشرق الأوسط، من خلال مشروع مشترك يعرف باسم الحصن للغاز.[44] وبدأت شركة الحصن للغاز العمل في عام 2015.[45]
- مايو 2011: تقاعد راي إراني من منصب الرئيس التنفيذي بعد أن اعترض اثنان من المساهمين الرئيسيين لشركة CalSTRS وRelational Investors على سياسات تعويضات الشركة لكبار المسؤولين التنفيذيين.[46] وتم تعيين الرئيس ستيفن آي تشازين في منصب الرئيس التنفيذي ليحل محل إراني، وفي عام 2013 طرد المساهمون إراني من منصب رئيس مجلس الإدارة.[47] وعلى الرغم من تعويضاته الغريبة خلال فترة حكم إراني، نمت الشركة من مجموعة من الشركات الغير مترابطة إلى واحدة تركز على النفط والغاز، وارتفعت القيمة السوقية للشركة من 5.5 مليار دولار إلى 80 مليار دولار.[48][49]
- 2013: باعت شركة أوكسيكيم استثمارها في شركة يونيبار كاربوكلورو مقابل 550 مليون ريال برازيلي.[50]
- سبتمبر 2014: نقلت شركة أوكسيدنتال مقرها الرئيسي إلى هيوستن في تكساس.[51][52]
- تشرين الثاني (نوفمبر) 2014: باعت الشركة حصتها البالغة 50٪ في شركة بريدج تكس بايبلاين المالكة لنظام خطوط أنابيب النفط الخام التي تبلغ 300 ألف برميل يوميًا والذي يمتد من كولورادو سيتي في تكساس إلى تكساس سيتي في تكساس مقابل 1.075 مليار دولار.[53][54]
- كانون الأول (ديسمبر) 2014: وزعت الشركة 80.5٪ من أسهمها في شركة موارد كاليفورنيا أكبر منتج للنفط والغاز الطبيعي على أساس إجمالي برميل النفط المعادل في كاليفورنيا، على المساهمين في أوكسيدنتال[55] ووزعت حصتها المتبقية على المساهمين في مارس 2016.[56]
- أكتوبر 2015: أكملت أوكسيدنتال المرحلة الأولى من مشروع غمر ثاني أكسيد الكربون بقيمة 500 مليون دولار في هوبز بنيو مكسيكو.[57]
- يناير 2016: باعت الشركة برج مكاتب في دالاس بولاية تكساس مقابل 95 مليون دولار.[58]
- أيار / مايو 2016: أصبحت فيكي هولوب التي عملت في شركة أوكسيدنتال منذ عام 1981 وانضمت إلى مجلس الإدارة في عام 2015، الرئيس التنفيذي للشركة وهي أول امرأة تشغل منصب الرئيس التنفيذي لشركة نفط وغاز أمريكية كبرى.[59]
- مارس 2017: بدأت الشركة وشريكها في المشروع المشترك ميكسيكيم 50/50، عمليات تكسير الإيثيلين بسعة 1.2 مليار جنيه سنويًا في مصنع أوكسي كيم في إنجليسايد بتكساس، إلى جانب خطوط الأنابيب والتخزين في ماركهام في تكساس.[60]
- يونيو 2017: باعت الشركة أرضًا في حوض بيرميان مقابل 600 مليون دولار واستخدمت العائدات للحصول على أصول أخرى في المنطقة.[61]
- أغسطس 2019: استحوذت الشركة على أناداركو للنفط مقابل 57 مليار دولار، مما جعل الصفقة رابع أكبر صفقة استحواذ في العالم على النفط والغاز حتى الآن.[62]

## عمليات الشركة

### النفط والغاز
تتركز عمليات الشركة في مجال النفط والغاز في ثلاث مناطق جغرافية: الولايات المتحدة والشرق الأوسط وكولومبيا. واعتبارًا من 31 ديسمبر 2019 كان لدى أوكسيدنتال 3.827 مليار برميل من المكافئ النفطي (2.341 × 1010 جيجا جول) من صافي الاحتياطيات المؤكدة للمكافئ النفطي، منها 51٪ نفط، و19٪ سوائل غاز طبيعي، و30٪ غاز طبيعي. في عام 2019 بلغ إنتاج الشركة 1029 ألف برميل من المكافئ النفطي (6,300,000 جيجا جول) يوميًا.

#### الولايات المتحدة
في عام 2019 أنتجت عمليات الشركة في الولايات المتحدة 714 ألف برميل من المكافئ النفطي (4,370,000 جيجا جول) يوميًا، تمثل 69٪ من إنتاج الشركة العالمي بما في ذلك 509 ألف برميل من المكافئ النفطي (3,110,000 جيجا جول) يوميًا في حوض بيرميان حيث توجد أوكسيدنتال، والتي هي أكبر مشغل ومنتج للنفط. أنتجت الشركة 355 ألف برميل من المكافئ النفطي (2,170,000 جيجا جول) يوميًا من الحفر الموجه للنفط غير التقليدي عبر موارد برميان و154 ألف برميل من مكافئ النفط (940.000 جيجا جول) يوميًا باستخدام تقنية تسمى الاستخلاص المعزز للنفط، حيث يتم استخدام ثاني أكسيد الكربون والماء وحقنها في التكوينات الجوفية لاستخراج النفط والغاز. كما أنتجت الشركة 120 ألف برميل من المكافئ النفطي (730 ألف جيجا جول) يوميا في حوض دنفر.